# Mario Lozano
Mario Lozano, all'anagrafe Bartolomé Mariano Lozano (Buenos Aires, 13 dicembre 1913 – Buenos Aires, 30 novembre 2005), è stato un attore argentino.

## Biografia
Inizia a recitare in teatro nel 1935 in un gruppo di origine spagnola e prosegue poi in diverse compagnie, alternandosi con attori famosi. Tra le opere più importanti a cui ha preso parte sul palcoscenico sono La tercera palabra, con Elina Colomer, Amorina, con Tita Merello, El deseo bajo los olmos, con Malvina Pastorino, Los acusados e La casa sin alma, con Luisa Vehil ed El Puente, di Carlos Gorostiza. Ha fatto il suo debutto cinematografico come comparsa in Una prueba de Cariño (1938) e il suo primo ruolo importante è stato in La dama del collar (1947). Luis César Amadori lo ha diretto in El barro humano (1955), El grito sagrado (1954) e Caídos en el infierno (1954), dove la sua recitazione ebbe ottime recensioni critiche.
Ha recitato in due film dell'uruguaiano Román Viñoly Barreto, Horizontes de piedra (1956) e La potranca (1960), dove si aggiudicò il premio come miglior attore al Festival internazionale del cinema di Karlovy Vary nel 1960. Ha anche girato in Spagna, diretto da Hugo Fregonese in El Cjorro (1966). La sua ultima apparizione avvenne nella coproduzione tra Brasile e Paraguay O Toque do Oboé (1998). Ha anche lavorato a Radio El Mundo, diretto da Armando Discépolo, e in televisione, in un film e una serie televisiva. Scompare nel novembre del 2005 all'età di 91 anni.

## Filmografia

### Cinema
- Una prueba de Cariño, regia di Ernesto Vilches (1938)
- Su mejor alumno, regia di Lucas Demare (1944)
- La dama del collar, regia di Luis Mottura (1947)
- María de los Ángeles, regia di Ernesto Arancibia (1948)
- Mercado negro, regia di Kurt Land (1953)
- El grito sagrado, regia di Luis César Amadori (1954)
- Caídos en el infierno, regia di Luis César Amadori (1954)
- El barro humano, regia di Luis César Amadori (1955)
- Bacará, regia di Kurt Land (1955)
- La noche de Venus, regia di Virgilio Muguerza (1955)
- Horizontes de piedra, regia di Román Viñoly Barreto (1956)
- Historia de una soga, regia di Enrique de Thomas (1956)
- El dinero de Dios, regia di Román Viñoly Barreto (1959)
- El asalto, regia di Kurt Land (1960)
- La potranca, regia di Román Viñoly Barreto (1960)
- Lindor Covas, el cimarrón, regia di Carlos Cores (1963)
- La diosa impura, regia di Armando Bó (1963)
- La calesita, regia di Hugo del Carril (1963)
- Un sueño y nada más, regia di Diego Santillán (1964) – inedita nelle sale
- Primero yo, regia di Fernando Ayala (1964)
- Los evadidos, regia di Enrique Carreras (1964)
- Orden de matar, regia di Román Viñoly Barreto (1965)
- El Cjorro (Pampa Salvaje), regia di Hugo Fregonese (1966)
- Ya tiene comisario el pueblo, regia di Enrique Carreras (1967)
- La mujer de mi padre, regia di Armando Bó (1968)
- Amalio Reyes, un hombre, regia di Enrique Carreras (1970)
- Bajo el signo de la patria, regia di René Mugica (1971)
- Si se calla el cantor, regia di Enrique Dawi (1973)
- Los drogadictos, regia di Enrique Carreras (1979)
- Juventud sin barreras, regia di Ricardo Montes (1979)
- Tiro al aire, regia di Mario Sabato (1980)
- A los cirujanos se les va la mano, regia di Hugo Sofovich (1980)
- Sur, regia di Fernando Ezequiel Solanas (1988)
- Martín Fierro, regia di Fernando Laverde (1989) – inedita, solo voce
- Gatica, el Mono, regia di Leonardo Favio (1993)
- Un'ombra ben presto sarai (Una sombra ya pronto serás), regia di Héctor Olivera (1994)
- O Toque do Oboé, regia di Cláudio MacDowell (1998)

### Televisione
- Obras maestras del terror – serie TV (1959)
- Hombre que cambió de nombre, regia di Marta Reguera – film TV (1960)